# Condotel

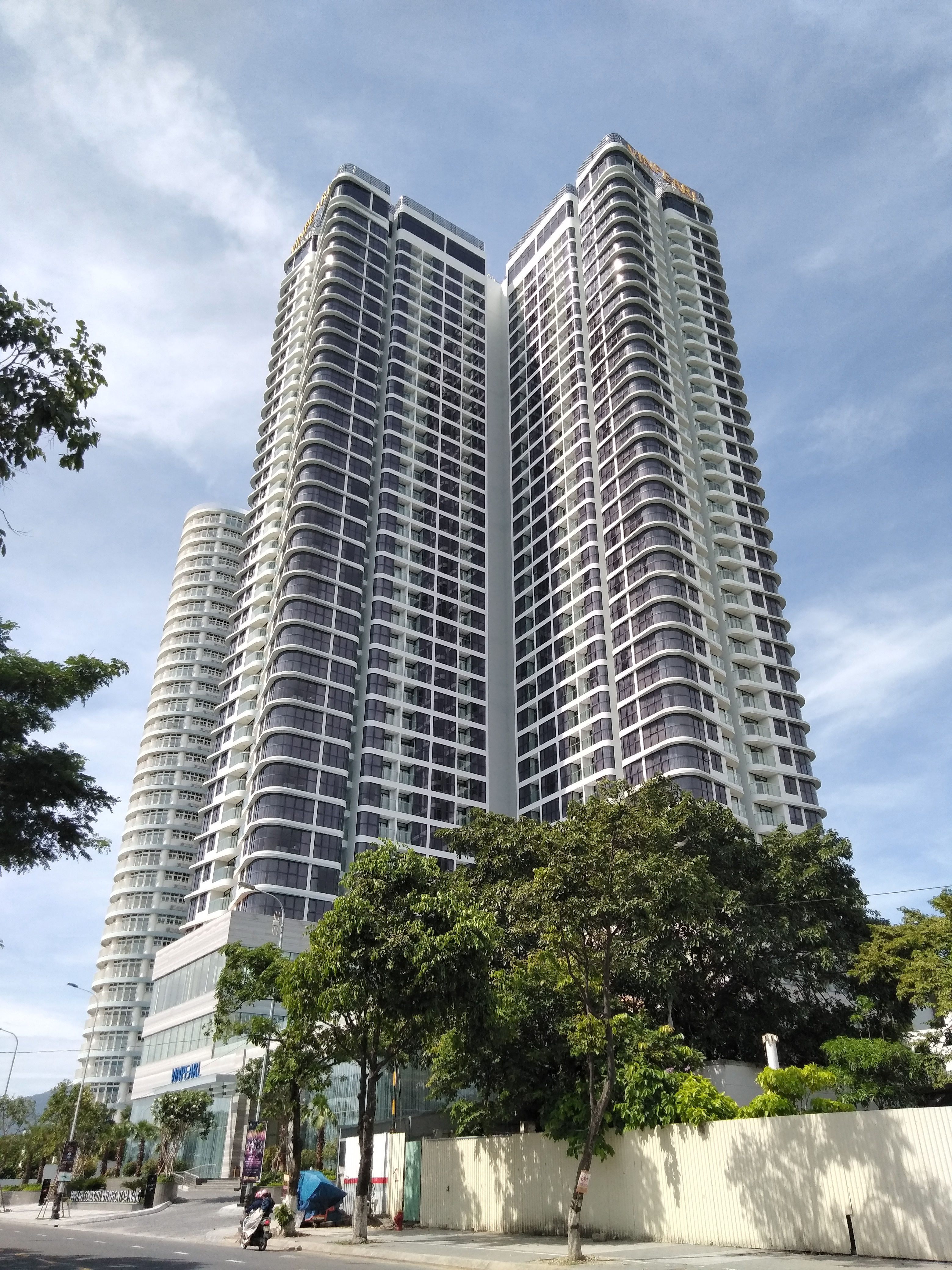
Vinpearl Condotel Riverfront - Dà Nẵng - Vietnam

Un condotel, condo-hôtel ou hôtel-condo est un bâtiment utilisé à la fois pour des appartements en copropriété (en anglais « condominium ») et comme hôtel. Par exemple, le Trump International Hotel and Tower est un condotel détenu par Donald Trump.
Des condotels sont la plupart du temps des gratte-ciel construits et exploités comme des hôtels de luxe, habituellement installés dans de grandes villes ou des lieux de vacances courus. Ces hôtels contiennent des appartements, ce qui permet à leurs propriétaires de recevoir un ensemble de services que l'on retrouve dans un hôtel, tout en étant chez eux. Quand ils n'y habitent pas, les propriétaires peuvent recourir aux services de marketing et de gestion de l'hôtel pour louer et gérer leur appartement comme n'importe quelle autre chambre d'hôtel.